# Rodney Green
Rodney Green (24 de enero de 1988, Filadelfia, Pensilvania, Estados Unidos) es un jugador de baloncesto norteamericano que actualmente se desempeña en Defensor Sporting Club, de la Liga Uruguaya de Básquetbol de Uruguay.

## Carrera
Después de haber jugado cuatro temporadas de baloncesto universitario en la Universidad de La Salle, tuvo su primera experiencia profesional en Israel en la Ligat ha'Al, integrando el Hapoel Gilboa Galil Elyon. Posteriormente fue transferido al Ironi Ashkelon, y en el 2011 firmó para el MBС Mykolaiv, equipo de la Superliga de baloncesto de Ucrania.
En la temporada 2012-13 se sumó al A.S. Junior Pallacanestro Casale para la Legadue, y en el 201-14 es transferido a Ferentino.

### Universidades
| Club               | País           | Clase     | Año         |
| ------------------ | -------------- | --------- | ----------- |
| La Salle Explorers | Estados Unidos | Freshman  | 2006 - 2007 |
| La Salle Explorers | Estados Unidos | Sophomore | 2007 - 2008 |
| La Salle Explorers | Estados Unidos | Junior    | 2008 - 2009 |
| La Salle Explorers | Estados Unidos | Senior    | 2009 - 2010 |

### Clubes
| Club                             | País        | Año         |
| -------------------------------- | ----------- | ----------- |
| Hapoel Gilboa Galil Elyon        | Israel      | 2010 - 2011 |
| Ironi Ashkelon                   | Israel      | 2011        |
| MBС Mykolaiv                     | Ucrania     | 2011 - 2012 |
| A.S. Junior Pallacanestro Casale | Italia      | 2012 - 2013 |
| Basket Ferentino                 | Italia      | 2013 - 2014 |
| JL Bourg Basket                  | Francia     | 2014        |
| Wilki Morskie Szczecin           | Polonia     | 2015        |
| Szolnoki Olaj KK                 | Hungría     | 2015        |
| Lanús                            | Argentina   | 2015 - 2016 |
| Instituto                        | Argentina   | 2016 - 2017 |
| Olimpico                         | Argentina   | 2017 - 2018 |
| Vaqueros de Bayamón              | Puerto Rico | 2018        |
| Olimpia Kings                    | Paraguay    | 2018        |
| Guaros de Lara                   | Venezuela   | 2019        |
| Instituto                        | Argentina   | 2019        |
| Aguacateros de Michoacán         | México      | 2019        |
| Hebraica y Macabi                | Uruguay     | 2020        |
| Aguacateros de Michoacán         | México      | 2020        |
| Franca                           | Brasil      | 2021        |
| Fuerza Regia de Monterrey        | México      | 2021        |
| Defensor Sporting                | Uruguay     | 2022        |
| Fuerza Regia de Monterrey        | México      | 2022        |
| Regatas Corrientes               | Argentina   | 2022        |
| Peñarol                          | Uruguay     | 2023        |